# Acta Universitatis Lodziensis. Folia Litteraria Polonica
Acta Universitatis Lodziensis. Folia Litteraria Polonica – polskie czasopismo naukowe wydawane przez Wydawnictwo Uniwersytetu Łódzkiego i Wydział Filologiczny Uniwersytetu Łódzkiego. Pierwszy numer periodyku wydano w 1998 roku.
Wszystkie artykuły publikowane na łamach kwartalnika dostępne są w otwartym dostępie (licencja: CC BY-NC-ND).

## O czasopiśmie
Acta Universitatis Lodziensis. Folia Litteraria Polonica należy do serii zeszytów naukowych Uniwersytetu Łódzkiego. Jest kontynuacją periodyków specjalistycznych wydawanych od 1955 roku. Zawiera teksty literaturoznawcze, teoretycznoliterackie, metodyczne i dziennikarskie. Pismo jest kwartalnikiem. Dwa numery w roku są tematyczne, trzeci zawiera materiały z zakresu dziennikarstwa, czwarty to numer literaturoznawczy (gromadzący teksty o literaturze różnych epok oraz artykuły teoretycznoliterackie i metodyczne). Wszystkie numery są recenzowane zgodnie z modelem double-blind review.

## Rada Naukowa
- John Bates, University of Glasgow
- Stanley Bill, University of Cambridge
- Clare Cavanagh, Northwestern University
- Teresa Dalecka, Vilniaus Universitetas
- Aleksander Fiut, Uniwersytet Jagielloński
- Kris Van Heuckelom, Katholieke Universiteit Leuven
- Małgorzata Kita, Uniwersytet Śląski
- Maryla Laurent, Université Charles-de-Gaulle, Lille
- Jakub Z. Lichański, Uniwersytet Warszawski
- Bogdan Mazan, Uniwersytet Łódzki
- Arkadiusz Morawiec, Uniwersytet Łódzki
- Arent van Nieukerken, Universiteit van Amsterdam
- Maria Wojtak, UMCS w Lublinie
- Tomasz Wójcik, Uniwersytet Warszawski

## Bazy
- BazHum
- Directory of Open Access Journals (DOAJ)
- Central and Eastern European Online Library (CEEOL)
- The Central European Journal of Social Sciences and Humanities (CEJSH)
- Google Scholar